# ファカタヴァアマト
ファカタヴァ アマト（FAKATAVA Amato、1994年12月7日 - ）は、ジャパンラグビーリーグワンリコーブラックラムズ東京に所属するラグビー選手。2024年2月27日に日本国籍を取得した。旧表記「アマト・ファカタヴァ」。

## プロフィール
- トンガの首都ヌクアロファ出身。ニュージーランド南島にあるティマルボーイズ高校を卒業した。
- 2024年2月27日に日本国籍を取得した[4][5]。
- ポジションはロック(LO)、フランカー(FL)、ナンバーエイト(No.8)。
- 身長 195 cm、体重 118 kg
- ニックネームはMato。
- 双子の兄弟タラウ侍[6] も弟のソセフォ[7] もラグビー選手。
- 日本代表キャップは14。（2025年7月5日現在）
- トンガサムライXVスコッドに選ばれたことがある[8]。

## 略歴
ニュージーランドのティマルボーイズ高校 卒業後、大東文化大学に入る。
2019年、大東文化大学卒業後、リコーブラックラムズ(現・リコーブラックラムズ東京)に加入。
2020年1月12日にジャパンラグビートップリーグ第1節Honda HEAT戦に先発出場で公式戦初出場を果たす。
2023年6月12日からの宮崎合宿、7月3日からの宮崎合宿に、日本代表として招集された。
2023年7月22日、札幌ドームで行われたパシフィックネイションズカップのサモア戦にロックで出場し日本代表初キャップを取得、前半6分で先制トライも決めた。
2023年9月10日、ラグビーワールドカップ2023フランス大会において日本代表のロックとして初戦のチリ戦に先発フル出場し、2トライ(チーム1位)、17タックル(チーム2位)の活躍で日本の勝利に貢献。プレイヤー・オブ・ザ・マッチに選出された。
2024年2月27日に日本国籍を取得。2024年6月5日、登録名が「アマト・ファカタヴァ」から「ファカタヴァアマト」になる。